# Edward George Bowen
Edward George "Taffy" Bowen, CBE, FRS (14 de enero de 1911-12 de agosto de 1991) [1] fue un físico galés que hizo una importante contribución al desarrollo del radar y, por tanto, ayudó a ganar tanto la Batalla de Inglaterra como la Batalla del Atlántico. También fue uno de los primeros radioastrónomos, desempeñando un papel clave en el establecimiento de la radioastronomía en Australia y Estados Unidos.